# Most Knybawski

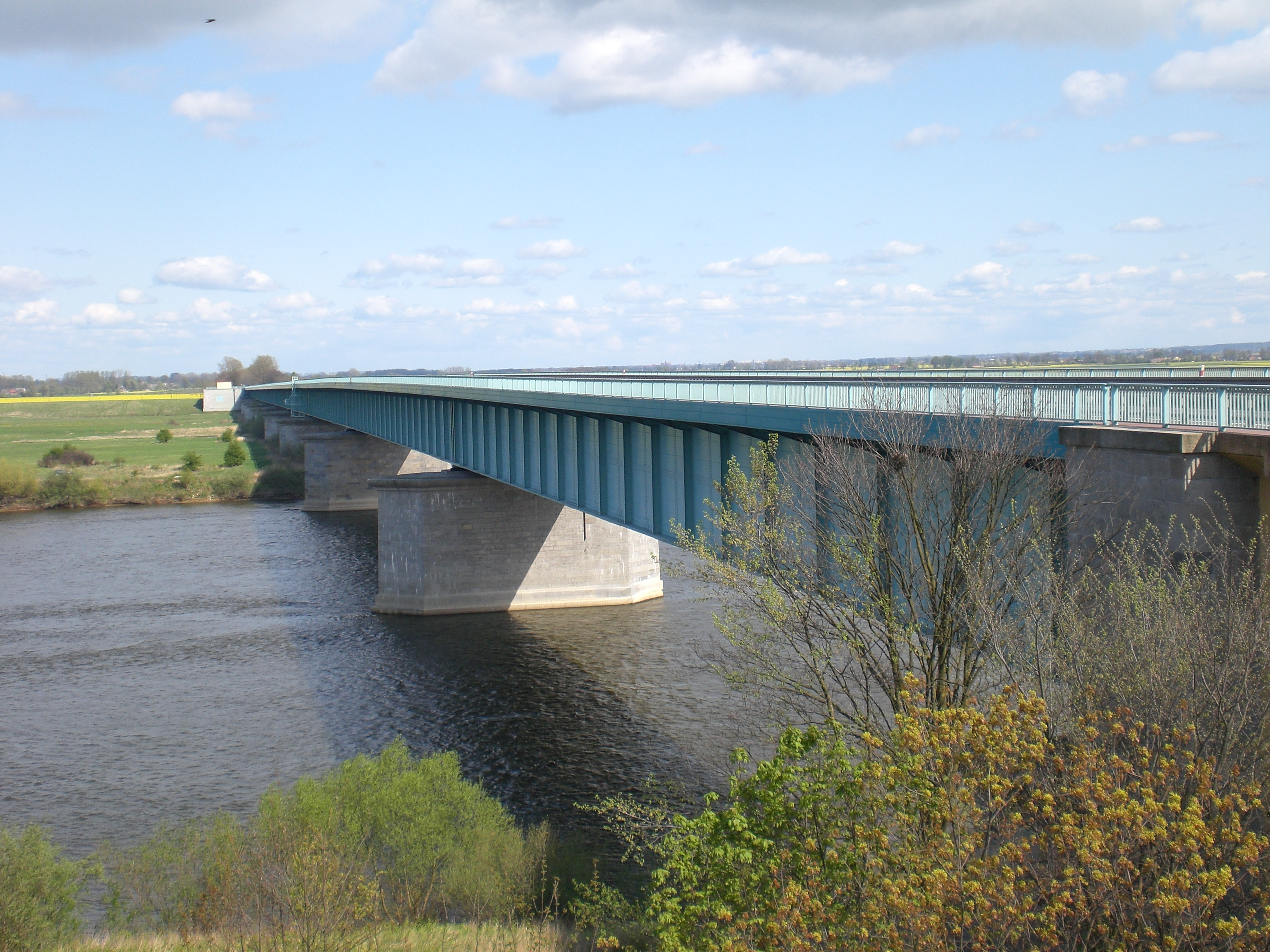
Most Knybawski, 2007

Most Knybawski – most w sąsiedztwie Knybawy na dolnej Wiśle, zbudowany przez Niemców w latach 1939–1940, w ciągu tzw. Berlinki (połączenie drogowe Berlin-Królewiec), czyli dzisiejszej DK22. Znajduje się on 35 km na północ od mostu pod Kwidzynem i 4,5 km na południe od mostu drogowego w Tczewie.

## Historia
Most został zaplanowany w 1935 roku. Po stronie ówczesnego Wolnego Miasta Gdańska wykonano próbne odwierty i przygotowano dokumentację techniczną mostu. Konstrukcja nośna mostu została wykonana przez stocznie ze Szczecina i z Hamburga. Sam most wybudowano w 18 miesięcy, między wrześniem 1939 a marcem 1941 roku.
Most podczas II wojny światowej posiadał znaczenie strategiczne. Został przez Niemców silnie ufortyfikowany i wyposażony w stanowiska ciężkiej artylerii przeciwlotniczej. W styczniu 1945 roku, podczas obrony przed Armią Czerwoną, Niemcy wysadzili most w powietrze. Po II wojnie światowej most odbudowano przy użyciu elementów oryginalnych przęseł i nowych, wybudowanych (na podstawie oryginalnych planów niemieckich) w stoczni w Gdańsku. Ponowna eksploatacja mostu rozpoczęła się w grudniu 1950 roku. W 1951 roku inż. Tadeusz Chyliński z Instytutu Lotnictwa w Warszawie przeprowadził badania tensometryczne przęseł nowo odbudowanego mostu w Knybawie.
W latach 1952–1985 przeprawa znajdowała się w ciągu drogi państwowej nr 51, a od początku lat 70. do 1985 roku była również częścią drogi międzynarodowej T83.

## Dane techniczne
Wymiary mostu:
- długość: 982,5 m;
- szerokość całkowita: 18,6 m;
- szerokość jezdni: 12,0 m.

Główny projektant mostu: Friedrich Tamms.